# Antonia cercoplecta
Antonia cercoplecta är en tvåvingeart som beskrevs av Hesse 1956. Antonia cercoplecta ingår i släktet Antonia och familjen svävflugor. Inga underarter finns listade i Catalogue of Life.